# Meiji-no-Mori-Minoo-Quasi-Nationalpark
Der Meiji-no-Mori-Minoo-Quasi-Nationalpark (japanisch 明治の森箕面国定公園 Meiji no mori minoo kokutei kōen) ist einer von über 50 Quasi-Nationalparks in Japan. Die Präfektur Osaka ist für die Verwaltung des Parks zuständig. Der Park wurde am 11. Dezember 1967 gegründet. Mit der IUCN-Kategorie V ist das Parkgebiet als Geschützte Landschaft/Geschütztes Marines Gebiet klassifiziert.